# Dūlbandī
Dūlbandī (persiska: دول بَندی, دُلبَندی, دولبندی, Dūl Bandī) är en ort i Iran.   Den ligger i provinsen Kurdistan, i den nordvästra delen av landet, 400 km väster om huvudstaden Teheran. Dūlbandī ligger 1 853 meter över havet och antalet invånare är 190.
Terrängen runt Dūlbandī är kuperad.Runt Dūlbandī är det ganska tätbefolkat, med 222 invånare per kvadratkilometer. Närmaste större samhälle är Khalīchīān, 10,7 km söder om Dūlbandī. Trakten runt Dūlbandī består i huvudsak av gräsmarker.